# Columbus, Texas
Columbus är en ort i den amerikanska delstaten Texas med en yta av 7,3 km² och en folkmängd som uppgår till 3 655 invånare (2010). Columbus är administrativ huvudort i Colorado County.
De första engelskspråkiga bosättarna, som också grundade orten, anlände till Columbus år 1821.